# Wilhelm Kurtz
Wilhelm Józef Kurtz (ur. 28 maja 1935 r. w Kępie, zm. 14 lutego 2023 r. w Kundiawie) – polski duchowny katolicki, biskup diecezjalny Kundiawa w latach 1982–1999, arcybiskup koadiutor archidiecezji Madang w latach 1999–2001, arcybiskup metropolita Madang w latach 2001–2010, arcybiskup senior Madang od 2010 roku, misjonarz, werbista.

## Kapłaństwo
Urodził się 28 maja 1935 r. w Kępie w ówczesnych Niemczech.
W latach 1955–1957 odbył Studium Filozoficzne z całym kursem w Nysie. W latach 1957–1962 kontynuował studia teologiczne w Pieniężnie. Święcenia kapłańskie przyjął 28 stycznia 1962 r. z rąk bp Józefa Drzazgi.
Celem odbycia rocznego kursu pastoralnego po święceniach kapłańskich, przeniesiony został w 1962 r. do Bytomia. Po jego ukończeniu pierwsze przeznaczenie otrzymał do pracy duszpasterskiej w Bytomiu jako wikariusz o. B. Skóry.
Następnie przeniesiony został w 1964 r. na Pomorze, do Górnej Grupy, gdzie przydzielony był do pomocy o. J. Kilianowi. Tutaj prócz normalnych zajęć duszpasterskich zajął się ćwiczeniem parafialnej orkiestry dętej.

## Nowa Gwinea
W 1966 r. otrzymał skierowanie do pracy misyjnej na Nowej Gwinei. Przez ponad pół roku zatrzymał się w Epping (Australia), gdzie uczestniczył w kursie języka angielskiego i sporadycznie udzielał się w pracy wśród polonii australijskiej. Od lipca 1967 r. znalazł się w Goglme jako pomocnik o. Holendra i rozpoczął pracę na dużej parafii. Korzystając ze swoich uzdolnień malarskich, przyozdobił kościół ściennymi malowidłami w miejscowym stylu oraz drogą krzyżową.
Pierwszą samodzielną placówkę duszpasterską w 1968 r. objął w Mai. Rozpoczął od budowy kościoła z pomocą brata misyjnego. Upiększył go malowidłami ściennymi, podobnie jak w Goglme. Następnie zbudował dom dla księży, cztery domy dla nauczycieli, przychodnię i dom dla pielęgniarki. W 1981 r. przeszedł do Koge i otrzymał nominację na wikariusza generalnego w diec. Goroka. W 1982 r. został biskupem nowej diec. Kundiawa.

## Episkopat
W 1982 r. został biskupem nowej diec. Kundiawa. Sakrę biskupią przyjął 8 września 1982 r. W 1999 r. ustanowiony arcybiskupem koadiutorem archidiecezji Madang. W lipcu 2001 r. w pełni objął rządy jako arcybiskup.

## Emerytura i śmierć
30 listopada 2010 r. papież Benedykt XVI przyjął jego rezygnację z urzędu, złożoną ze względu na wiek, czyli ukończone 75 lat. Zmarł 14 lutego 2023 r..